# Ethylnitrit
Ethylnitrit, der Salpetrigsäureester des Ethanols, ist bei Raumtemperatur (20 °C) ein farbloses, hochentzündliches und gesundheitsschädliches Gas.

## Darstellung
Ethylnitrit entsteht beim Einwirken von kalter, verdünnter Schwefelsäure auf eine Wasser-Ethanol-Lösung von Natriumnitrit.
Ethylnitrit kann auch durch Umsetzung von Silbernitrit mit Iodethan hergestellt werden.

## Eigenschaften

### Physikalische Eigenschaften
Mit einem Siedepunkt bei Normaldruck von 17 °C ist Ethylnitrit bei Normaltemperatur eine farblose bis gelbliche Flüssigkeit mit etherischem Geruch, bei Raumtemperatur ein farbloses Gas. Die Verbindung hat einen Schmelzpunkt von −50 °C. Die Dampfdruckfunktion ergibt sich nach August entsprechend lg(P) = −A/T+B (P in Torr, T in K) mit A = 1340 und B = 7,50 im Temperaturbereich von 255 K bis 280 K. Aus der Dampfdruckfunktion lässt sich eine molare Verdampfungsenthalpie von 27,84 kJ·mol−1 ableiten.
Ethylnitrit liegt wie andere Alkylnitrite als Gemisch aus dem anti- und  dem syn-Konformeren vor. Die Umwandlungsenthalpie zwischen beiden Konformeren beträgt 1,477 kJ·mol−1.

### Chemische Eigenschaften
Die Verbindung ist thermisch instabil. Ab 90 °C kann eine explosionsartige Zersetzung erfolgen. Eine Zersetzung kann auch durch Sonnenlicht oder Feuchtigkeit ausgelöst werden. Als Zersetzungsprodukte wurden Distickstoffmonoxid, Stickstoffmonoxid, Acetaldehyd, Ethanol, Acetaldehyddiethylacetal und Wasser detektiert. Heftige Reaktionen werden mit Säuren, Aminen, Ammoniak, Cyaniden, Reduktionsmitteln und starken Oxidationsmitteln erwartet.

### Sicherheitstechnische Kenngrößen
Ethylnitrit bildet leicht entzündliche Dampf-Luft-Gemische. Die Verbindung hat einen Flammpunkt von −35 °C. Der Explosionsbereich liegt zwischen 3,0 Vol.‑% (90 g/m3) als untere Explosionsgrenze (UEG) und 50 Vol.‑% (1555 g/m3) als obere Explosionsgrenze (OEG). Der maximale Explosionsdruck beträgt 11,6 bar. Die Grenzspaltweite wurde mit 0,96 mm bestimmt. Es resultiert damit eine Zuordnung in die Explosionsgruppe IIA. Die Zündtemperatur beträgt 90 °C. Der Stoff fällt somit in die Temperaturklasse T6.

## Verwendung
Ethylnitrit ist der wichtigste Inhaltsstoff in Witdulsies, einem traditionellen auf Ethanol basierenden südafrikanischen Mittel gegen Erkältungen und Grippe, das in Apotheken verkauft wurde. Allerdings verbot die FDA das Mittel, vertrieben als Süßes Nitrit oder Salpetergeist, in den USA schon 1980.